# Lithocarpus fordianus
Lithocarpus fordianus (Hemsl.) Chun – gatunek roślin z rodziny bukowatych (Fagaceae Dumort.). Występuje naturalnie w Wietnamie oraz południowych Chinach (w południowo-zachodniej części Kuejczou i południowym Junnanie). 

## Morfologia
PokrójZimozielone drzewo dorastające do 10 m wysokości.
LiścieBlaszka liściowa ma podłużny lub eliptycznie odwrotnie jajowaty kształt. Mierzy 10–25 cm długości oraz 3–9 cm szerokości, jest delikatnie ząbkowana na brzegu, ma klinową nasadę i ostry, spiczasty lub ogoniasty wierzchołek. Ogonek liściowy jest nagi i ma 10–30 mm długości.
OwoceOrzechy o kształcie bąka, dorastają do 20 mm długości i 30 mm średnicy. Osadzone są pojedynczo w miseczkach w kształcie kubka, które mierzą 20–30 mm długości i 25–35 mm średnicy. Orzechy otulone są w miseczkach do 65–75% ich długości.

## Biologia i ekologia
Rośnie w wiecznie zielonych lasach. Występuje na wysokości od 700 do 1500 m n.p.m. Kwitnie od maja do września, natomiast owoce dojrzewają od sierpnia do października. 